# 상감 시대

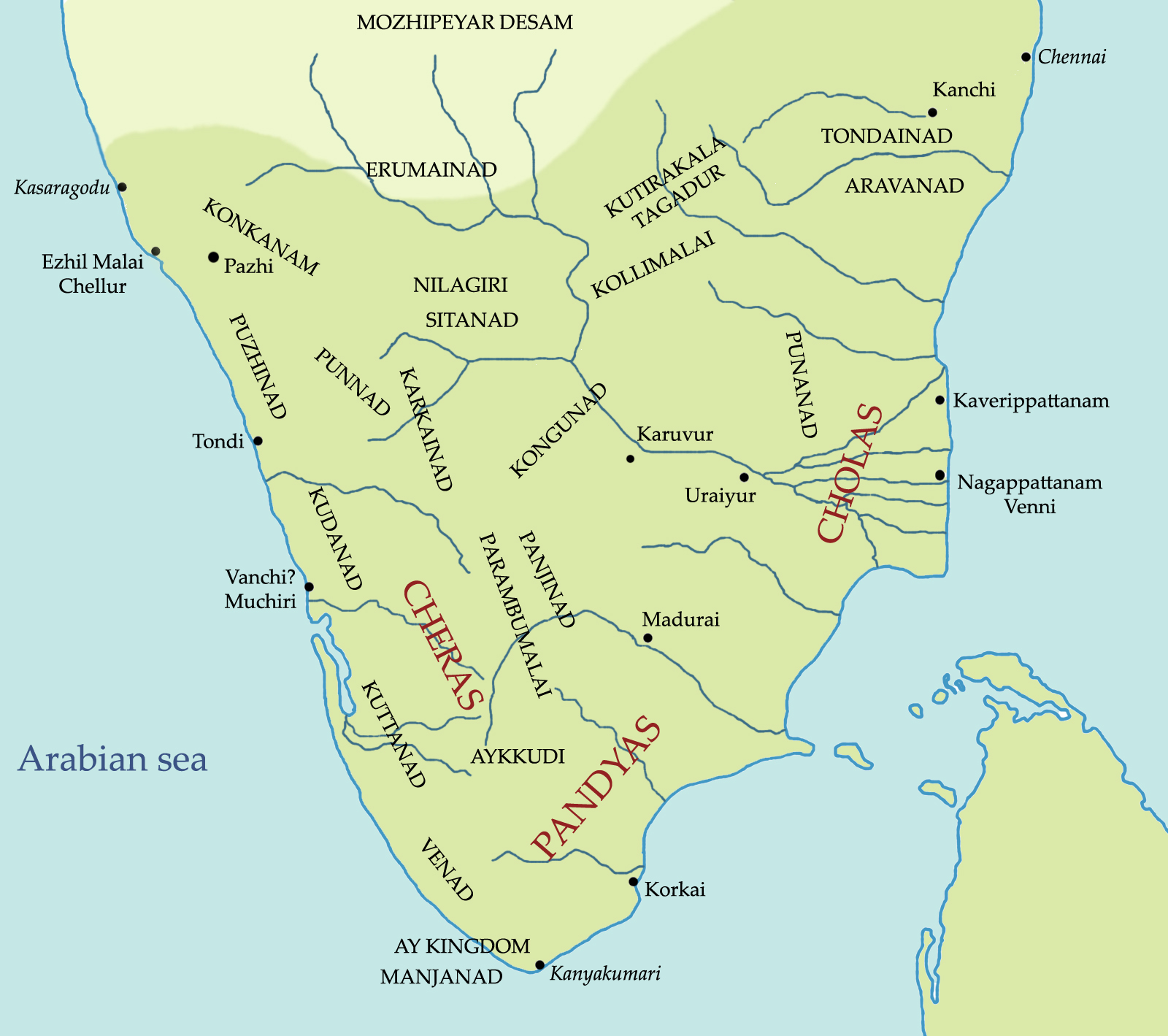
상감 시대 타밀라캄에 존재하던 체라, 촐라, 판디아

상감 시대(타밀어: சங்க காலம்)는 기원전 6세기부터 서기 3세기까지의 타밀라캄 지역의 역사시대이다. 상감 시대라는 이름은 이 시기에 판디아 왕국의 수도인 마두라이를 중심으로 발생한 타밀 문학의 갈래이자 동시에 이 시대의 주요 사료인 상감 문학에서 따왔다. 상감 시대에는 《톨카피얌》등의 언어학과 시학을 아우르는 서적, 《실라파티카람》을 비롯한 타밀 5대 서사시 등이 탄생하여 상감 문학이 크게 융성하였다.

## 시대 분류
타밀 전설에 따르면, 상감 시대는 초기, 중기, 후기로 분리되는데, 오늘날 역사학에서는 초기와 중기는 역사성이 희박한 신화 시대로서 분리하고 후기부터를 역사시대로써 분리하고 있다. 후기 상감 시대때 타밀라캄 지역은 벤다르(왕)가 다스리는 국가들인 판디아, 체라, 촐라와 벨리르(토후)가 다스리는 국가들로 나뉘어 있었다.   
| 상감 | 시간 범위 | 시인의 수 | 왕국             | 책             |
| ---- | --------- | --------- | ---------------- | -------------- |
| 초기 | 4440년    | 549       | 판디아 촐라 체라 |                |
| 중기 | 3700년    | 1700      | 판디아 촐라 체라 | 톨카피얌       |
| 후기 | 1850년    |           | 판디아 촐라 체라 | 상감 문학 전집 |